# Euronext Lisbon
Euronext Lisbon är en börs i Lissabon, Portugal. Den ingår i NYSE Euronext group.
Euronext Lisbon skapades 2002 då Euronext köpte alla aktier i Bolsa de Valores de Lisboa e Porto (BVLP), för att skapa en stor europeisk börs. BVLP skapades 1990, genom en sammangående Lisbon Stock Exchange association och Porto Derivatives Exchange Association.
2007 gick Euronext ihop med NYSE.

## Börsindex
Aktieindex som beskriver utvecklingen på Euronext Lisbon
- PSI-20